# Chowwara
Chowwara é uma vila no distrito de Ernakulam, no estado indiano de Kerala.

## Demografia
Segundo o censo de 2001, Chowwara tinha uma população de 13 603 habitantes. Os indivíduos do sexo masculino constituem 50% da população e os do sexo feminino 50%. Chowwara tem uma taxa de literacia de 79%, superior à média nacional de 59,5%: a literacia no sexo masculino é de 81% e no sexo feminino é de 76%. Em Chowwara, 10% da população está abaixo dos 6 anos de idade.